# West Point (filme)
West Point (bra: Academia de Cadetes) é um filme mudo estadunidense de 1927, do gênero drama romântico, dirigido por Edward Sedgwick, e estrelado por William Haines e Joan Crawford.

## Sinopse
O arrogante e insolente Bruce Wayne (William Haines), um cadete de West Point que é uma estrela do time de futebol, aprende dolorosamente que todos os seus atos têm consequências quando, depois de um ano, percebe que não adquiriu o espírito escolar adequado nem conseguiu conquistar a amizade dos outros cadetes.

## Elenco
- William Haines como Brice Wayne
- Joan Crawford como Betty Channing
- William Bakewell como 'Tex' McNeil
- Neil Neely como Bob Sperry
- Ralph Emerson como Bob Chase
- Leon Kellar como Capitão Munson
- Raymond G. Moses como Treinador Towers (creditado como Major Raymond G. Moses U.S.A.)

## Produção
O filme foi gravado em locações em West Point, Nova Iorque.
A mesma história usada para este filme foi usada para o filme "Dress Parade" (1927), da DeMille Company, estrelado por William Boyd e Bessie Love.
O assistente de direção da produção foi Edward Brophy, que logo passaria a atuar em tempo integral.

## Recepção
A revista Photoplay escreveu: "O veículo principal de Bill Haines ... trata tudo com humor no começo, arrancando muitas risadas".

### Bilheteria
De acordo com os registros da Metro-Goldwyn-Mayer, o filme arrecadou US$ 502.000 nacionalmente e US$ 190.000 no exterior, totalizando US$ 692.000 mundialmente. O retorno lucrativo da produção foi de US$ 487.000.